# Majumura Taku
Majumura Taku, japánul:眉村 卓, Hepburn-átírással: Mayumura Taku (Oszaka, 1934. október 20. – Oszaka, 2019. november 3.) japán regényíró, sci-fi-író, haiku költő. Két regényével is Szeiun-díjat nyert (1979, 1996). Ifjúsági regényíróként is ismert volt. Számos műve alapján készült tv-, mozi- és animefilm. A Science Fiction and Fantasy Writers of Japan tiszteletbeli tagja volt.

## Élete
1934. október 20-án Majumura Takudzsi néven született (japánul: 村上 卓児, Hepburn-átírással: Mayumura Takuji) Oszakában. 1957-ben az Oszakai Egyetemen közgazdasági diplomát szerzett, majd egy cégnél kezdett el dolgozni. Közben kisregényeket, novellákat írt, amelyekkel irodalmi újságok versenyein indult. Ez időben versenyszerűen cselgáncsozott (koszen dzsúdó) a Nanatei ligában. 
1960-tól az Ucsúdzsin sci-fi fanzinban publikálta írásait. 1961-ben Kakjú Aidea-man (angolul: Junior Idea-Man) című regényével megnyerte az első ízben kiírt Kúszó-Kagaku Sósecu, későbbi nevén a Hajakava SF versenyt és az SF-Magazineban ezzel a művel debütált. 
1963-ban jelent meg első regénye a Moeru Keisa a Tóto Sobó kiadásban. 1965-től feladta a vállalati munkáját és csak íróként kezdett dolgozni. 1979-ben jelent meg a Sómecu no Kórin regénye a Siszeikan-sorozat részeként, amellyel elnyerte az Izumi Kjóka irodalmi díjat és a Szeiun-díjat. 1996-ban a Siszeikan-sorozat újabb részért, a Hikisio no Toki regényért kapta meg a második Szeiun-díját.
Majumura közismert ifjúsági regényíró is volt. Ebben a műfajban a két legismertebb műve a Nazo no Tenkószei („Titokzatos cserediák”) és a Neravareta Gakuen voltak. Mindkettőt feldolgozták tv-, mozi- és anime filmként is. A filmadaptációiból kiemelkedik a Toki no Tabibito (angolul: Time Stranger) című anime film.
2002-ben felesége Reiko rákban elhunyt. A betegség diagnosztizálástól kezdve folyamatos kórházi ápolást igényelt és ágyhoz kötött beteg volt éveken át. Majumura minden nap írt neki egy nagyon rövid történetet, amíg kezelték. Az 1778. történet után a felesége elhunyt. Az írásokat összegyűjtve 2004-ben adták ki Cuma ni Szaszageta 1778-va címen. 2009-ben filmet forgattak belőle, amit 2011-ben mutattak be Boku to Cuma no 1778 no Monogatari (angolul: 1,778 Stories of Me and My Wife) címen.
2008-tól az Oszakai Művészeti Egyetem professzora volt.
Majumura haiku költő is volt. Középiskolájában a haiku klub tagja volt. Munkáit a Asibu és az Uzu magazinokban tette közzé. 2009-ben jelent meg egyetlen egy haiku-könyve, a Kiri vo juku.
2019. november 3-án, hajnalban hunyt el tüdőgyulladás következtében.

## Díjai
- Izumi Kjóka irodalmi díj (1979, a Sómecu no Kórin (消滅の光輪) regényért)
- Szeiun-díj (1979, a Sómecu no Kórin regényért)
- Szeiun-díj (1996, a Hikisio no Toki (引き潮のとき) regényért)

## Művei

### Regények, novelláskötetek
- Moeru Keisa („Égő lejtő”, 1963)
- Gen'ei no Kószei („Illúzió összetétel”, 1966)
- Dzsun B-kjú Simin („B-osztályú polgár”, 1966)
- EXPO' 87 (1968)
- Bankokuhaku ga Jattekuru („Jön a világkiállítás”, 1968)
- Wa ga Szexoid (1969)
- Tecsunit (1969)
- Nidzsi wa Kieta („A szivárvány eltűnt”, 1969)
- Toki no Odysseus (’Az idő Odüsszeusza”, 1971)
- C-szeki no Kjaku („Utas a C ülésen”, 1971)
- Karera no Naka no Umi („A bennük élő tenger”, 1973)
- Kiga Rettó („Éhség-szigetek”, 1974, Fukusima Maszamival)
- Salon wa Owatta („A szalon vége”, 1974)
- Siszeikan („Tisztviselők” ,1974)
- Ano Sindzsu-iro no Asza wo... (1974)
- Kimióna Cuma („Furcsa feleség”, 1975)
- Ikjó Henge (1976)
- Nubatama no... (1978)
- Sómecu no Kórin („A kihalás koronája”, 1979)
- Bokutacsi no Pocket („A zsebünk”, 1980)
- Nagai Akacuki („Hosszú hajnal”, 1980)
- Pocket no ABC (1982)
- Pocket no XYZ (1982)
- Fucú no Kazoku („Átlagos család”, 1984)
- Meikjú Monogatari („Labirintus mesék”, 1986)
- Futeiki Eszper (1988–1990)
- Hikisio no Toki („Apálykor”, 1988–1995)
- Wonder Tea Room („Wonder teázó”, 1992)
- Higavari Icsiva („A nap története, 1998, két kötet)
- Cuma ni Szaszageta 1778-va („A feleségemnek ajánlott 1778 történet” 2004)

#### Siszeikan-sorozat
A Siszeikan (Tisztviselők) sorozat rövid összefoglalása: A távoli jövőben a Föld emberei alkotják a Föld Szövetséget; az ember messze elterjeszkedett a világűrben és számos bolygót és naprendszert gyarmatosított. A Szövetség létrehozta a helyi kormányzatokat ezeken a bolygókon, hogy törvényt és rendet alakítson ki az emberi telepesek között, illetve hogy elősegítse az együttműködést a Földet elárasztó idegenekkel, akik a kolonizált bolygókon születtek és éltek a telepesek érkezése előtt. A korai időszakban a bolygókat a Szövetséggel összehangolt katonai junták uralták; majd a Szövetség elkezdte visszahívni a katonai egységeket és polgári tisztviselőket küldött kormányozni. Ezeknek a tisztviselőknek a problémái képezik a 'Siszeikan' történeteit.
- Siszeikan („Tisztviselők” ,1974)
- Sómecu no Kórin („A kihalás koronája”, 1979)
- Nagai Akacuki („Hosszú hajnal”, 1980)
- Hikisio no Toki („Apálykor”, 1996)

### Ifjúsági könyvek
- Tenszai va Cukurareru („Zseni született”, 1968)
- Maborosi no Pen Friend (1970, 2006)
- Nazo no Tenkószei („Titokzatos cserediák”, 1972, 2004)
- Nedzsireta Macsi (1974, 2005)
- Szangjó Sikan Kóhoszei (1974)
- Dzsigoku no Szainó (1975)
- Neravareta Gakuen (1976, 2003, angolul Psychic School Wars)
- Omoiagari no Nacu (1977)
- Tozaszareta Dzsikanvari (1977)
- Naitara Si ga Kuru (1977)
- Siroi Futósiki (1978)
- Cukurareta Aszu (1980)
- Toraerareta School Bus (1981–1983)
- Siirareta Hensin (1988)

### Történelmi regény
- Cartago no Unmei („Karthagó sorsa”, 1998)

### Egyéb művek
- Csikjú e no Tói Micsi (1970)
- Nidzsú-Jo-Dzsikan no Szinnjúsa (1974)
- Varu-nori Riokó (1975)
- Sin'ja Hósó no Happening (1977)
- Mórecu Kiósi (1977)
- Siroi Kobako (1977)
- Tóriszugita Jacu (1977)
- Henna Otoko (1978)
- Osaberi Meiro (1979)
- Gekkó no Szaszu Baso (1980)
- Katamuita Csiheiszen (1981)
- Szorezore no Magarikado (1986)
- Jújake no Kaiten Mokuba (1986)
- Nidzsi no Uragava (1994)

### Esszék
- Gijaman to Kikai („Üveg és gép”, 1977)
- Teri-kageri no Fúkei - Kesszaku Essay (1981)
- Oszaka no Macsikado – Majumura Taku Szemba Essay (1995)

### Haiku költészet
- Kiri vo Juku („Ködbe veszni, 2009)

### Angolul megjelent művei
- Siszeikan (1974); Administrator; fordította Daniel Jackson; Kurodahan Press, 2004[5]
- Fnifmum (The Best Japanese Science Fiction Stories, Dembner Books, 1989 / Barricade Books, 1997)
- I'll Get Rid of Your Discontent; fordította Hattori M. & Grania Davis (Speculative Japan, Kurodahan Press, 2007)[6]

### Magyarul megjelent művei
- Világkiállítás; fordította Karig Sára (Galaktika 10., Móra Könyvkiadó, 1974 és MetaGalaktika 1., Kozmosz Könyvek, Móra Könyvkiadó, 1978)[7][8]
- Fnifmum (Téridő – ugróknak, Urbis, 2017)[9]

## Művei alapján készült filmek

### Tv-filmek
- Maborosi no Pen Friend (1974, 2001)
- Nazo no Tenkószei (1975)
- Neravareta Gakuen (1977, 1982, 1987, 1997)
- Dzsigoku no Szainó (1977)
- Nagori no Juki (1977, 1994)

### Mozifilmek
- Neravareta Gakuen (1981, 1997)
- Nazo no Tenkószei (1998)
- Boku to Cuma no 1778 no Monogatari (2011, angol címe: 1,778 Stories of Me and My Wife)

### Anime filmek
- Toki no Tabibito (1986, rendezte: Maszaki Mori, angol címe Time Stranger)
- Neo Tokyo (Meikjú Monogatari) (1987, rendezte: Rintaro, Kavadzsiri Josiaki és Ótomo Kacuhiro)
- Neravareta Gakuen (2012, rendezte: Kamaura Rioszuke, angol címe: Psychic School Wars)

## Fordítás
- Ez a szócikk részben vagy egészben  a   Taku Mayumura című angol Wikipédia-szócikk ezen változatának fordításán alapul.  Az eredeti cikk szerkesztőit annak laptörténete sorolja fel. Ez a jelzés csupán a megfogalmazás eredetét és a szerzői jogokat jelzi, nem szolgál a cikkben szereplő információk forrásmegjelöléseként.